# Monte Instituto Antártico Argentino
Instituto Antártico Argentino är ett berg i Antarktis. Det ligger i Västantarktis. Argentina och Storbritannien gör anspråk på området. Toppen på Instituto Antártico Argentino är 745 meter över havet.
Terrängen runt Instituto Antártico Argentino är platt, och sluttar norrut. Trakten är obefolkad. Det finns inga samhällen i närheten.